# Grow Old with Me
"Grow Old with Me" é uma das últimas canções escritas por John Lennon. Foi gravada por ele como demo enquanto estava nas Bermudas em 1980 e mais tarde apareceu no álbum póstumo Milk and Honey em 1984. Também foi considerado um possível single de reunião por seus ex-colegas de banda durante a produção de The Beatles Anthology.
A canção foi inspirada em duas fontes diferentes: um poema escrito por Robert Browning intitulado "Rabbi ben Ezra" e uma canção da esposa de Lennon, Yoko Ono, chamada "Let Me Count the Ways" (que por sua vez foi inspirada em um poema de Elizabeth Barrett Browning).
Ringo Starr gravou uma versão de "Grow Old With Me" em 2019, com Paul McCartney nos vocais de apoio e baixo e o produtor de Milk and Honey, Jack Douglas, para seu álbum What’s My Name.